# Euphrasia picta
Euphrasia picta är en snyltrotsväxtart. Euphrasia picta ingår i släktet ögontröster, och familjen snyltrotsväxter.

## Underarter
Arten delas in i följande underarter:
- E. p. arguta
- E. p. picta

## Bildgalleri

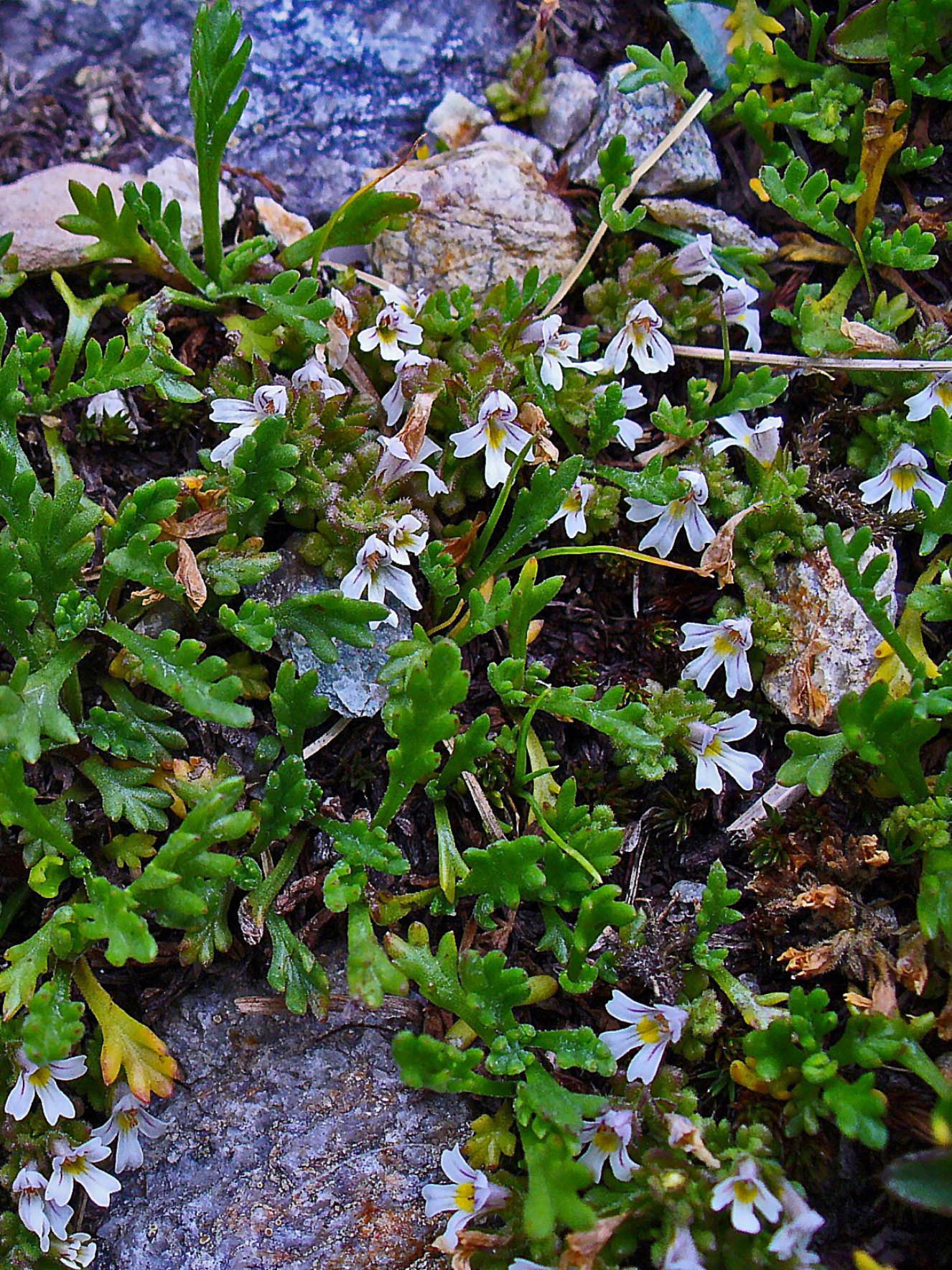
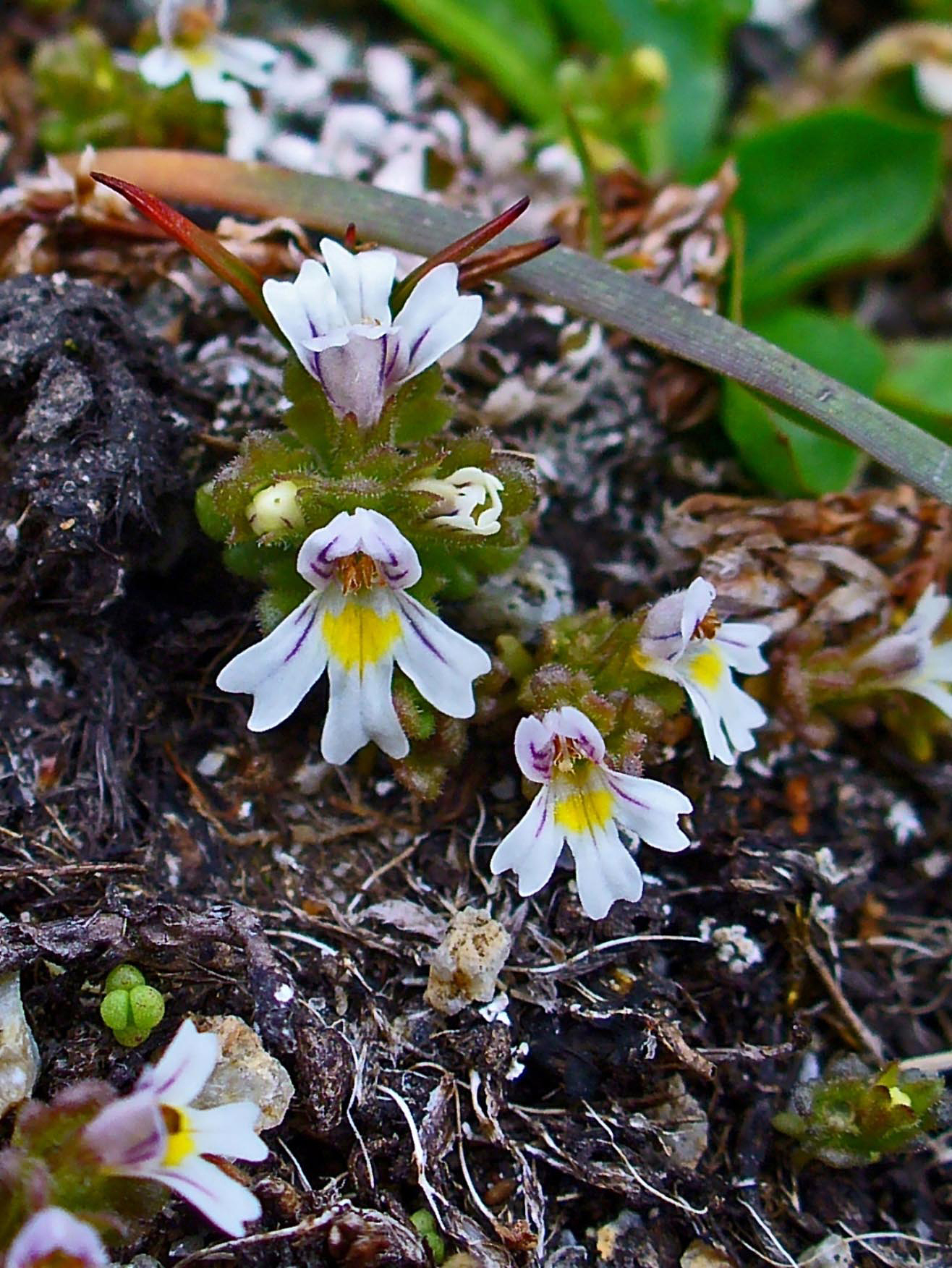